# Кошаркашка репрезентација Летоније
Кошаркашка репрезентација Летоније представља Летонију на међународним кошаркашким такмичењима.

## Учешће на међународним такмичењима

### Олимпијске игре(1)
| Година     | Домет                                 | Ут.                                   | Доб.                                  | Изг.                                  | Позиција                              |
| ---------- | ------------------------------------- | ------------------------------------- | ------------------------------------- | ------------------------------------- | ------------------------------------- |
| 1936.      | Друга фаза                            | 3                                     | 1                                     | 2                                     | 15.                                   |
| 1948—1988. | Види репрезентацију Совјетског Савеза | Види репрезентацију Совјетског Савеза | Види репрезентацију Совјетског Савеза | Види репрезентацију Совјетског Савеза | Види репрезентацију Совјетског Савеза |
| 1992.      | Није учествовала                      | Није учествовала                      | Није учествовала                      | Није учествовала                      | Није учествовала                      |
| 1996.      | Није учествовала                      | Није учествовала                      | Није учествовала                      | Није учествовала                      | Није учествовала                      |
| 2000.      | Није учествовала                      | Није учествовала                      | Није учествовала                      | Није учествовала                      | Није учествовала                      |
| 2004.      | Није учествовала                      | Није учествовала                      | Није учествовала                      | Није учествовала                      | Није учествовала                      |
| 2008.      | Није учествовала                      | Није учествовала                      | Није учествовала                      | Није учествовала                      | Није учествовала                      |
| 2012.      | Није учествовала                      | Није учествовала                      | Није учествовала                      | Није учествовала                      | Није учествовала                      |
| 2016.      | Није учествовала                      | Није учествовала                      | Није учествовала                      | Није учествовала                      | Није учествовала                      |
| 2020.      | Није учествовала                      | Није учествовала                      | Није учествовала                      | Није учествовала                      | Није учествовала                      |
| Укупно     | —                                     | 3                                     | 1                                     | 2                                     | —                                     |

### Светско првенство(1)
| Година     | Домет                                 | Ут.                                   | Доб.                                  | Изг.                                  | Позиција                              |
| ---------- | ------------------------------------- | ------------------------------------- | ------------------------------------- | ------------------------------------- | ------------------------------------- |
| 1950—1990. | Види репрезентацију Совјетског Савеза | Види репрезентацију Совјетског Савеза | Види репрезентацију Совјетског Савеза | Види репрезентацију Совјетског Савеза | Види репрезентацију Совјетског Савеза |
| 1994.      | Није учествовала                      | Није учествовала                      | Није учествовала                      | Није учествовала                      | Није учествовала                      |
| 1998.      | Није учествовала                      | Није учествовала                      | Није учествовала                      | Није учествовала                      | Није учествовала                      |
| 2002.      | Није учествовала                      | Није учествовала                      | Није учествовала                      | Није учествовала                      | Није учествовала                      |
| 2006.      | Није учествовала                      | Није учествовала                      | Није учествовала                      | Није учествовала                      | Није учествовала                      |
| 2010.      | Није учествовала                      | Није учествовала                      | Није учествовала                      | Није учествовала                      | Није учествовала                      |
| 2014.      | Није учествовала                      | Није учествовала                      | Није учествовала                      | Није учествовала                      | Није учествовала                      |
| 2019.      | Није учествовала                      | Није учествовала                      | Није учествовала                      | Није учествовала                      | Није учествовала                      |
| 2023.      | Четвртфинале                          | 8                                     | 6                                     | 2                                     | 5.                                    |
| Укупно     | —                                     | 8                                     | 6                                     | 2                                     | —                                     |

### Европско првенство(14)
| Година     | Домет                                 | Ут.                                   | Доб.                                  | Изг.                                  | Позиција                              |
| ---------- | ------------------------------------- | ------------------------------------- | ------------------------------------- | ------------------------------------- | ------------------------------------- |
| 1935.      | Финале                                | 3                                     | 3                                     | 0                                     |                                       |
| 1937.      | Прва фаза                             | 5                                     | 3                                     | 2                                     | 6.                                    |
| 1939.      | Бергеров систем                       | 7                                     | 5                                     | 2                                     |                                       |
| 1946—1991. | Види репрезентацију Совјетског Савеза | Види репрезентацију Совјетског Савеза | Види репрезентацију Совјетског Савеза | Види репрезентацију Совјетског Савеза | Види репрезентацију Совјетског Савеза |
| 1993.      | Друга фаза                            | 6                                     | 2                                     | 4                                     | 10.                                   |
| 1995.      | Није учествовала                      | Није учествовала                      | Није учествовала                      | Није учествовала                      | Није учествовала                      |
| 1997.      | Прва фаза                             | 5                                     | 0                                     | 5                                     | 16.                                   |
| 1999.      | Није учествовала                      | Није учествовала                      | Није учествовала                      | Није учествовала                      | Није учествовала                      |
| 2001.      | Четвртфинале                          | 7                                     | 2                                     | 5                                     | 8.                                    |
| 2003.      | Прва фаза                             | 3                                     | 0                                     | 3                                     | 13.                                   |
| 2005.      | Прва фаза                             | 3                                     | 0                                     | 3                                     | 13.                                   |
| 2007.      | Прва фаза                             | 3                                     | 1                                     | 2                                     | 13.                                   |
| 2009.      | Прва фаза                             | 3                                     | 1                                     | 2                                     | 13.                                   |
| 2011.      | Прва фаза                             | 5                                     | 0                                     | 5                                     | 21.                                   |
| 2013.      | Друга фаза                            | 8                                     | 4                                     | 4                                     | 11.                                   |
| 2015.      | Четвртфинале                          | 9                                     | 4                                     | 5                                     | 8.                                    |
| 2017.      | Четвртфинале                          | 7                                     | 5                                     | 2                                     | 5.                                    |
| 2022.      | Није учествовала                      | Није учествовала                      | Није учествовала                      | Није учествовала                      | Није учествовала                      |
| Укупно     | —                                     | 74                                    | 30                                    | 44                                    | —                                     |

## Појединачни успеси
- Идеални тим Светског првенства:
  - Артурс Жагарс (2023)